# Daniela Schiller
Daniela Schiller (hebreo : דניאלה שילר) (26 de octubre de 1972 en Israel) es una neurocientífica que dirige el Laboratorio de Neurociencia Afectiva en la Escuela de Medicina del Monte Sinaí. Conocida por su trabajo sobre la reconsolidación de la memoria, sobre la modificación del aprendizaje y la memoria emocional.

## Primeros años y educación
Daniela Schiller nació en Rishon LeZion, Israel. De madre es marroquí y padre ucraniano. Su padre,  Sigmund Schiller, es un sobreviviente del Holocausto. Schiller es la menor de cuatro hermanos. En 1996 obtuvo el grado en psicología y filosofía  y en 2004 se doctoró en psicobiología en la Universidad de Tel Aviv. En 2005 recibió una beca Fulbright y trabajó en la Universidad de Nueva York con Elizabeth A. Phelps y Joseph E. LeDoux. Schiller toca la batería y canta coros para las bandas The Amygdaloids  y Supersmall.

## Premios y reconocimientos
- Beca Klingenstein-Simons en Neurociencia 2014 [9]
- Becario Kavli Frontiers of Science 2013, Academia Nacional de Ciencias [10]
- Premio Blavatnik 2010 para jóvenes científicos [11]
- Becario Fulbright 2005 [12]

## Investigación científica
La investigación de Schiller se enfoca en  los mecanismos neurocognitivos que hacen que los recuerdos emocionales sean maleables, lo que permite la modificación de la memoria y el ajuste adaptativo del comportamiento emocional y social.
- Ha realizado investigación sobre la modulación del aprendizaje del miedo donde se usa un paradigma conductual llamado aprendizaje inverso junto con mediciones de conductancia fisiológica de la piel y neuroimágenes.
- En la investigación sobre la capacidad de modificar la memoria emocional, la investigación de Schiller se centró en la reconsolidación,  proceso de memoria que consiste en reestabilizar una memoria desestabilizada.[14] La reconsolidación se puede bloquear utilizando agentes farmacológicos,[15] o interferencia conductual no invasiva como un nuevo aprendizaje motor durante la reconsolidación de las memorias motoras,[16] un nuevo aprendizaje episódico durante la reconsolidación de la memoria declarativa,[17] y aprendizaje de extinción durante la reconsolidación de la memoria del miedo.[18] Las investigaciones de Schiller demostraron la interferencia de la reconsolidación de la memoria del miedo mediante la extinción en humanos.  El hecho de no haber podido reproducir este último hallazgo en un estudio independiente [19] o de no haber validado las afirmaciones del artículo utilizando los datos originales [20] ha puesto en duda que pueda replicarse.[21] Sin embargo, los autores sostienen que es válido,[22] los datos originales están disponibles públicamente y se replican,[22] y de las réplicas posteriores, aproximadamente el 80% (~50 experimentos) tuvieron éxito.[22]
- Ha realizado investigación sobre la imaginación, utilizando fMRI en tiempo real, se demostró que las señales motivacionales externas interactúan con los sustratos neuronales de las imágenes motoras. El estudio también mostró que las regiones neuronales que median la imaginería motora estaban sincronizadas con las regiones motoras que producen acciones.  Otro estudio extrajo la firma cerebral completa del miedo aprendido y demostró que las respuestas de miedo podrían extinguirse imaginando los estímulos condicionados.
- Hace investigación sobre la representación neuronal de las relaciones sociales. Se ha demostrado que la formación de primeras impresiones recluta regiones cerebrales implicadas en los procesos de emoción y valoración, incluidas la amígdala y la corteza cingulada posterior. Las respuestas neuronales en estas regiones durante un encuentro social inicial predicen impresiones posteriores. Esto sugiere que la atribución de valor social a las personas y a las cosas depende de mecanismos neuronales básicos similares en lugar de circuitos neuronales especializados.[23] Otra línea de investigación examina cómo el cerebro rastrea la estructura social dinámica a medida que las personas interactúan con otros. Para abordar esto, el equipo de Schiller creó un juego social en el que los participantes llegan a un pueblo imaginario y necesitan encontrar un trabajo y un lugar para vivir interactuando con la gente del pueblo. El estudio descubrió que la ubicación de cada personaje en relación con el participante en cada interacción podía describirse mediante coordenadas polares en un sistema de ejes bidimensionales de poder y afiliación, y que estas coordenadas estaban codificadas a lo largo del juego por el hipocampo y la corteza cingulada posterior.  Los hallazgos ayudaron a fusionar las visiones divergentes de la función del hipocampo como un sistema de navegación espacial versus un centro de memorias episódicas y, en cambio, respaldan la noción de que el hipocampo representa una serie de mapas cognitivos en varios dominios de experiencias y en múltiples dimensiones.   [24]